# José Luís Carneiro
José Luís Pereira Carneiro (Baião, Campelo, 4 de outubro de 1971) é um político e professor universitário português. Atualmente, assume as funções de Secretário-Geral do Partido Socialista e Deputado à Assembleia da República.  Foi Ministro da Administração Interna do XXIII Governo da República Portuguesa. Foi Secretário de Estado das Comunidades Portuguesas entre 2015 e 2019. E também foi Secretário-Geral Adjunto do Partido Socialista entre 2019 e 2022.

## Percurso académico
Licenciou-se em Relações Internacionais numa Faculdade da Universidade Lusíada do Porto (1994). Concluiu o Mestrado em Estudos Africanos no Instituto Social de Ciências Sociais e Políticas da Universidade de Lisboa. É doutorando em Ciência Política também no Instituto Superior de Ciências Sociais e Políticas da Universidade Técnica de Lisboa.
Iniciou a sua carreira como docente na Universidade Lusíada de Lisboa. Foi também professor na Universidade Lusíada do Porto e no Instituto Superior de Ciências de Informação e Administração, Aveiro. Foi assistente e depois regente de várias disciplinas nas áreas das Relações Internacionais e da Economia.

## Percurso político
Em janeiro de 1998 foi eleito Vereador da oposição na Câmara Municipal de Baião.
Em fevereiro de 2005 foi eleito Deputado à Assembleia da República na X Legislatura da Terceira República Portuguesa, pelo círculo eleitoral do Porto.
Em outubro de 2005 foi eleito Presidente da Câmara Municipal de Baião (o PS obteve 50,88% dos votos). Foi reeleito nas duas eleições autárquicas seguintes, nos quais o Partido Socialista obteve vitórias muito expressivas (66,84% em 2009 e 71,41% em 2013).
Na qualidade de Presidente da Câmara Municipal de Baião integrou, entre 2006 e 2015, o Comité das Regiões da União Europeia. Fez parte da Comissão de Juventude, Ciência e Cultura (EDUC) e da Comissão de Coesão Territorial (COTER). Presidiu ainda à Comissão de Recursos Naturais (NAT), entre fevereiro e outubro de 2015.
Em outubro de 2015 foi novamente eleito Deputado à Assembleia da República na XIII Legislatura da Terceira República Portuguesa, pelo círculo do Porto.
Em novembro de 2015 tomou posse como Secretário de Estado das Comunidades Portuguesas do XXI Governo Constitucional.
Em outubro de 2017 foi novamente eleito Presidente da Assembleia Municipal de Baião.
Em outubro de 2019 foi novamente eleito Deputado à Assembleia da República na XIV Legislatura da Terceira República Portuguesa, pelo círculo do Porto.
Colaborou com vários títulos da imprensa escrita, como "O Independente", "O Comércio do Porto", "Jornal de Notícias" e "O Comércio de Baião".
Em março de 2022, tomou posse como Ministro da Administração Interna do XXIII Governo Constitucional.
A 17 de novembro de 2023 em Lisboa foi agraciado com o Crachá de Ouro dos Bombeiros pela Liga de Bombeiros Portugueses.
A 16 de dezembro de 2023, foi candidato a secretário-geral do PS, mas obteve apenas 36% dos votos, contra 62% de Pedro Nuno Santos.

## Cargos partidários exercidos
Foi candidato à presidência da Federação Distrital do Porto do Partido Socialista em outubro de 2010, sendo eleito Renato Sampaio.
Foi eleito Presidente da Federação Distrital do Porto do Partido Socialista em junho de 2012, numa eleição disputada com Guilherme Pinto. Exerceu o cargo de Presidente da federação socialista portuense até março de 2016.
Foi Presidente da Associação Nacional dos Autarcas Socialistas entre Janeiro de 2014 e Outubro de 2015.
Foi membro do Secretariado Nacional e da Comissão Nacional do Partido Socialista.

## Outros cargos exercidos
Assessor do Gabinete do Secretário de Estado Adjunto do Ministro da Administração Interna entre 1999 e 2000.
Membro da Assembleia Parlamentar Euro-Mediterrânica (2005).
Presidente da Cooperativa de Desenvolvimento Regional «Dolmen», entre 2007 e 2010.
Presidente do Conselho da Comunidade do Agrupamento de Centros de Saúde do Tâmega entre o dia Dezembro de 2010 e Outubro de 2015. 
Membro do Conselho Geral da Associação Nacional dos Municípios Portugueses entre Novembro de 2013 e Outubro de 2015.
Membro do Conselho Económico e Social de Dezembro de 2013 a Outubro de 2015.

### Livros publicados

#### Governação autárquica
"Práticas Políticas de Desenvolvimento: 2005/2009", Prefácio de Mário Soares, Edições Omnisinal, 2013, 178 páginas.
"Reflexões: Práticas Políticas de Desenvolvimento II: As Comunidades Locais, o País e a Europa", Prefácio de Guilherme d'Oliveira Martins, Edições Omnisinal, 2014, 194 páginas.

#### Comunidades Portuguesas
"Valorizar os Portugueses no Mundo. Por uma visão estratégica partilhada, 2015-2019”, Prefácio de Augusto Santos Silva, Edição da Imprensa Nacional Casa da Moeda, 2019, 134 páginas.

#### Relações internacionais e análise política
"Horizontes: Reflexões Políticas", Prefácio de José Lamego, Edições Afrontamento, 2010, 123 páginas.

#### Comité das Regiões e Políticas Comunitárias
"Os caminhos da Europa: Dez anos no Comité das Regiões (2006-2015)", Prefácios de Margarida Marques e de Catiuscia Marini, Edições Afrontamento, 2016, 132 páginas.
“Grupos de Ação Local – A Experiência do Douro Verde”, Edição Caleidoscópio, 2018, 74 páginas.

#### Ação partidária
"Compromisso com a Região - Pensamento, Ação e Resultados - 2012-2014", Coordenação e prefácio de coleção documental produzida durante o primeiro mandato na Federação Distrital do Porto do PS, Edição Omnisinal, 2014, 468 páginas.
"Uma União com o futuro da Região - Pensamento, Ação e Resultados - 2014-2016", Coordenação e prefácio de coleção documental produzida durante o segundo mandato na Federação Distrital do Porto do PS, Edição Omnisinal, 2016, 236 páginas.